# جشنواره فیلم ادینبرو
جشنواره بین‌المللی فیلم ادینبرو (به انگلیسی: Edinburgh International Film Festival، به اختصار: EIFF) یک جشنواره فیلم سالیانه است که ژوئن هر سال به مدت دو هفته در ادینبرو اسکاتلند برگزار می‌شود. این رویداد سینمایی در سال ۱۹۴۷ بنیان نهاده شد و برگزاری آن تاکنون به‌طور پیوسته ادامه داشته است. جشنواره ادینبورگ (ادینبرو) هدف خود را ارائه و نمایش فیلم‌های اکران‌نشدهٔ بریتانیا و دنیا می‌داند. آنچنانکه در شصت و چهارمین دوره جشنواره در سال ۲۰۱۰، ۲۲ فیلم برای نخستین بار در دنیا در ادینبورگ نمایش داده شدند. بیشتر این فیلم‌ها را آثار سینمای بریتانیا و نیز فیلم‌های اول یا دوم کارگردانان‌شان بوده‌اند.

## تاریخچه
نخستین دوره جشنواره فیلم ادینبرو که به سینمای مستند اختصاص داشت، توسط انجمن صنفی فیلم ادینبرو همراه با جشنواره بین‌المللی ادینبرو (EIF) اجرا شد و برگزاری آن در سال‌های بعد در ماه اوت ادامه یافت. در آن زمان، کن و ونیز مهم‌ترین جشنواره‌های فیلم به‌شمار می‌رفتند. در سال‌های بعد، برنامه این جشنواره توسعه یافت و فیلم‌های داستانی و آثار تجربی نیز افزون بر فیلم‌های مستند، در دستور کار قرار گرفتند. از سال ۲۰۰۸ زمان برگزاری جشنواره از ماه اوت (زمان سنتی این رویداد) به ژوئن تغییر کرد. این تغییر توسط هانا مک‌گیل مدیر هنری وقت جشنواره انجام گرفت. هانا مک‌گیل ستون‌نویس روزنامه هرالد گلاسکو و منتقد پیشین سینما است که در سپتامبر ۲۰۰۶ به‌عنوان جانشین شین دنیلسن (۲۰۰۲-۲۰۰۶) آغاز به‌کار کرد و در سال ۲۰۱۰ استعفا داد.
شان کانری، تیلدا سوئینتن، رابرت کارلایل و شیموس مک‌گاروی حامیان افتخاری جشنواره فیلم ادینبرو هستند. شان کانری خود زاده ادینبرو بود و از سال ۱۹۸۲ پشتیبان این جشنواره بود.